# Mesoleuca brunneiciliata
Mesoleuca brunneiciliata är en fjärilsart som beskrevs av Alpheus Spring Packard. Mesoleuca brunneiciliata ingår i släktet Mesoleuca och familjen mätare. Inga underarter finns listade i Catalogue of Life.